# Enoplolaimus longicaudatus
Enoplolaimus longicaudatus är en rundmaskart som först beskrevs av Rowland Southern 1914.  Enoplolaimus longicaudatus ingår i släktet Enoplolaimus och familjen Enoplidae. Inga underarter finns listade i Catalogue of Life.